# وان پیس (مجموعه تلویزیونی)
وان پیس (انگلیسی: One Piece) یک مجموعه تلویزیونی انیمه تولید شده توسط توئی انیمیشن است و از سال ۱۹۹۹ از فوجی تی‌وی پخش می‌شود. این انیمه بر پایه مجموعه مانگا با همین نام اثر ائیچیرو اودا است. داستان این مجموعه در مورد مانکی دی. لوفی است، پسری که بدنش به دلیل خوردن ناخواسته میوه شیطانی ویژگی خاصی به دست آورده‌است. او به همراه گروه دزد دریایی خود، به دنبال بزرگ‌ترین گنج دنیا، «وان پیس» می‌گردد تا به پادشاه بعدی دزدان دریایی تبدیل شود. از زمان پخش در ژاپن، تاکنون ۱٬۰۷۳ قسمت پخش شده‌است و بعداً به سایر کشورهای جهان صادر شد.